# Petrus Rijnhart

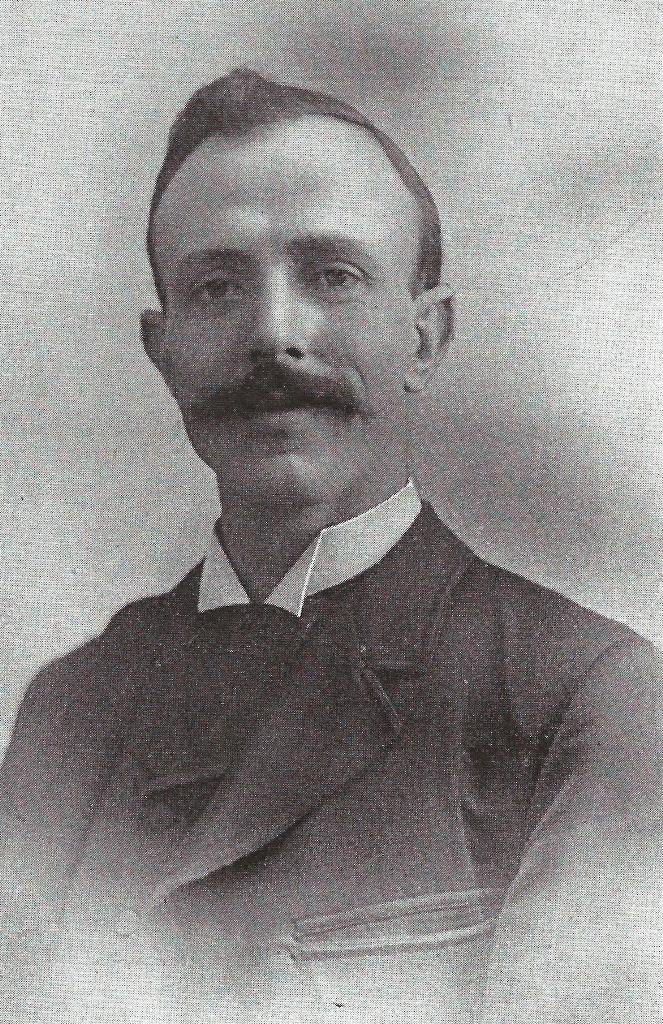
Petrus Rijnhart

Petrus Rijnhart (1866-1898) was een Nederlands protestants zendeling.
Rijnhart had in Nederland gewerkt bij het Leger des Heils. In 1886 werd hij door de organisatie naar Canada gezonden in een poging om aanklachten wegens aanranding in de doofpot te stoppen. Hij meldde zich daar aan bij de China Inland Mission( CIM) en werd uitgezonden als zendeling naar de Tibetaanse gebieden in Amdo. Rijnhart was een zeer onafhankelijk werkende persoon met eigen uitgesproken ideeën over zending. Dat bracht hem in conflict met de leiding  van de CIM in China. Die leiding vroeg vervolgens informatie in Nederland over zijn verleden, dat hij had verzwegen bij zijn aanmelding. Dat leidde tot zijn ontslag in 1893 bij het CIM.
Hij keerde terug naar Canada en ontmoette daar Susie Carson. Zij trouwden in 1894. In de periode daarvoor wisten zij met name van het kerkgenootschap de Discipelen van Christus in Toronto voldoende fondsen te verzamelen om hen in staat te stellen naar China af te reizen. Zij konden daar hun werkzaamheden doen als onafhankelijk zendeling, niet verbonden aan een zendingsgenootschap. Zij reisden enige tijd door de Tibetaanse gebieden in Amdo en daarna  Kham.
Tijdens de tocht overleed in 1898 hun baby en Rijnhart ging op pad om hulp te zoeken. Van die tocht kwam hij niet meer terug. In het boek dat Susie hierover schreef, "With the Tibetans in Tent and Temple", vermoedde ze dat hij vermoord was door dezelfde rovers die ze eerder op de route waren tegengekomen. Het boek dat ze schreef maakte een wereldwijde sensatie los en werd ook in vele talen vertaald.
Rijnhart liet onder andere een brief na die de situatie in het Kumbumklooster beschreef op 31 januari 1896. De brief versloeg de omsingeling door rebellen. De brief toont dat het zendingswerk aan het eind van de 19e eeuw tegelijk opging met het bezit van vuurwapens.